# Syndrome de Jacobsen
 Mise en garde médicale

## Historique
Le syndrome de Jacobsen est apparu pour la première fois dans la littérature médicale en 1973 dans un article du généticienne danois la Dr Petrea Jacobsen.
Il a longtemps été confondu avec la thrombopénie de Paris-Trousseau jusqu'à la description de ce dernier dans la littérature médicale en 1995.
Le Dr Paul Grossfeld a étudié 110 patients pendant sept ans atteints par ce syndrome et en a fait une étude.

## Description
Le syndrome de Jacobsen est due à une délétion partielle au niveau de la région q23 à q24 (parfois jusqu'au télomère) du chromosome 11.
Cette monosomie partielle entraîne l'altération de l'intégrité d'expression de certains gènes de la région (notamment fli-1 et ets-1) ce qui entraîne des répercussions biologiques sur l'organisme.
« Il a été démontré qu'un site fragile sensible au folate avait provoqué des délétions observées chez certains patients, et les points de cassure semblent, en général, se regrouper autour des répétitions de triplets CCG. »

## Symptômes
Il existe de nombreux symptômes plus ou moins exprimés selon les individus concernés.
- Une thrombopénie de Paris-Trousseau
- Un retard mental léger à modéré.
- Une fonction langagière expressive modérément altérée.
- Un retard de stature[3]
- Des troubles psychomoteurs légers voire inexistants.
- Des anomalies cardiaques, du développement craniofaciale, gastro-intestinales, rénales, génito-urinaires, ophtalmiques[4] et orthopédiques.

## Diagnostic

### Pré-natal
Il est possible grâce à une amniocentèse ou une choriocentèse.
Cependant la délétion peut être si petite qu'elle ne peut être détectable avec ces techniques que si elles sont associées à une augmentation de la résolution du caryotype.
Les tests les plus récents de dépistage prénatal non invasif (DPNI) réalisés par un simple prélèvement de sang maternel pour les femmes enceintes visent à isoler l'ADN fœtal et à identifier des anomalies chromosomique et notamment les risques de syndrome de Jacobsen.

### Post-natal
Après la naissance l'étude simple du caryotype permet de détecter l'anomalie génétique.
Cette étude est réalisée lors de la suspicion de la maladie à cause de son expression phénotypique symptomatique.

La technique FISH (hybridation in situ par fluorescence)est utilisée pour détecter les microdélétions.

## Prise en charge clinique

### Cardiologique
- Échocardiogramme et examen de base par un cardiologue pédiatre. Répétition de l'examen s'il y a nécessité.

### Hématologique
- CBC mensuel, trimestriel puis annuel,
- Examen des fonctions plaquettaires quand le taux redevient normal,
- Transfusion de plaquettes/ ddAVP pour les saignements/protocoles à haut risque.

### Neuropsychologique
- Examen de base pratiqué par un neuropsychologue chaque année ou plus souvent avant la scolarisation,
- Examen cérébral.

### Ophtalmologique
- Examen de base à six semaines puis trois mois, six mois et puis tous les six mois jusqu'à l'âge de trois ans puis chaque année.

### Endocrinienne
- Examen des niveaux d'hormones de croissance (IGF) et hypothalamo-pituitaires puis quand cela et nécessaire.

### Gastro-intestinale
- Upper Gl series/ ultrasons abdominaux (pour exclure une sténose du pylore),
- Manométrie rectale/ biopsie rectale dans les cas de constipation chronique,
- Examen de la déglutition dans le cas d'un défaut de prise de poids.

### Génito-urinaire
- Échographie rénale.

### Oto-rhino-laryngologique
- Examen auditifs adaptés à l'âge
- ENT pour détecter des infections chroniques/récurrentes et des sinusites.

### Neurologique
- Examen du cerveau par imagerie,
- Tests ophtalmologiques et auditifs.

### Neurochirurgicale
- Consultation d'un neuro-chirurgien dans le cas de craniosynostose.